# Pentine
Die Pentine bilden in der Chemie eine Gruppe ungesättigter aliphatischer Kohlenwasserstoffe mit der allgemeinen Summenformel C5H8 und einer C≡C-Dreifachbindung. Sie zählen damit zu den Alkinen.

## Vertreter
| Gefahrensymbol |

| Gefahrensymbol | Gefahrensymbol |

| Gefahrensymbol | Gefahrensymbol |

## Herstellung und Gewinnung
Bei der Herstellung der Pentine kann von den entsprechenden Alkenverbindungen ausgegangen werden, die zunächst durch Addition von Brom in die entsprechenden vicinalen Dibromide überführt werden. Eine Dehydrohalogenierung unter basischen Bedingungen führt zu den entsprechenden Pentinen. Für die Synthese von 1-Pentin wird vom 1-Penten ausgegangen. Das Dibromid als Zwischenverbindung wird in Gegenwart von Kaliumcarbonat bei hohen Temperaturen dehydrohalogeniert. In ähnlicher Weise gelingt die Herstellung von 2-Pentin, wo die Dehydrohalogenierung in alkoholischer Kalilauge erfolgt. Die Synthese von 3-Methyl-1-butin geht vom 3-Methyl-1-buten aus, welches zunächst bei −60 °C bromiert wird. Das resultierende Dibromid wird in flüssigem Ammoniak mittels Natriumamid dehydrohalogeniert.

## Eigenschaften
Alle drei Isomere sind unter Normalbedingungen leichtflüchtige, brennbare Flüssigkeiten und in Wasser nahezu unlöslich. Die Isomere sind infolge ihrer C≡C-Dreifachbindung wie die meisten Alkine sehr reaktionsfreudig und können z. B. leicht polymerisieren oder Additionsreaktionen eingehen.